# Uniunea Națională a Patronatului Român
Uniunea Națională a Patronatului Român (UNPR) este o confederație patronală din România.
UNPR cuprinde firme din sectorul privat cu capital integral românesc, mixt sau numai cu capital străin.
A fost înființată în anul 1991, cu scopul de a ocroti interesele patronilor întreprinderilor mici și mijlocii activând în domeniul serviciilor, comerțului și producției.